# Las Américas nemzetközi repülőtér
A Las Américas nemzetközi repülőtér (IATA: SDQ, ICAO: MDSD) a La Isabela nemzetközi repülőtér mellett Santo Domingo és a Dominikai Köztársaság egyik nemzetközi repülőtere. Éves utasforgalma 4 519 573 fő (2022).

## Légitársaságok és úticélok
2023-ban a Las Américas nemzetközi repülőtérről az alábbi járatok indulnak:

### Személy
| Légitársaság           | Célállomások |
| ---------------------- | --- |
| Aeroméxico             | Mexico City |
| Aeroméxico Connect     | Mexico City |
| Air Antilles           | Pointe-à-Pitre |
| Air Caraïbes           | Pointe-à-Pitre |
| Air Europa             | Madrid |
| American Airlines      | Miami Szezonális: Charlotte |
| Arajet                 | Aruba, Bogotá, Buenos Aires–Ezeiza (2023 november 14-től), Cancún, Cartagena, Curaçao, Guatemala City, Guayaquil, Kingston–Norman Manley, Lima, Medellín–JMC, Mexico City–AIFA, Montréal–Trudeau (2023 november 7-től), Quito, San José (CR), San Salvador, Santiago de Chile (2023 október 29-től), São Paulo–Guarulhos, St. Maarten, Toronto–Pearson (2023 október 24-től) |
| Avianca                | Bogotá |
| Avior Airlines         | Caracas |
| Condor                 | Frankfurt |
| Copa Airlines          | Panama City–Tocumen |
| Delta Air Lines        | Atlanta, New York–JFK |
| Eastern Airlines       | Miami |
| Frontier Airlines      | Orlando, San Juan, Tampa Szezonális: Atlanta, Miami (2023 november 16-tól), Philadelphia (2023 december 17-től) |
| Iberia                 | Madrid |
| InterCaribbean Airways | Anguilla, Dominica–Douglas-Charles, Providenciales, Tortola |
| Jetair Caribbean       | Curaçao |
| JetBlue                | Boston, Fort Lauderdale, Newark, New York–JFK, Orlando, San Juan |
| LASER Airlines         | Caracas |
| Nordwind Airlines      | Szezonális charter: Moszkva–Seremetyjevo |
| RUTACA Airlines        | Barquisimeto, Maturín, Maracaibo |
| Sky High               | Anguilla, Antigua, Aruba, Bonaire, Caracas, Cayenne, Curaçao, Fort-de-France, Kingston–Norman Manley, Miami, Pointe-à-Pitre, Providence, St. Kitts, St. Maarten, St. Thomas, Tortola, Valencia (VE) |
| Spirit Airlines        | Fort Lauderdale, Miami, Orlando |
| Sunrise Airways        | Port-au-Prince |
| Turpial Airlines       | Valencia (VE) |
| United Airlines        | Newark |
| Venezolana             | Barquisimeto, Caracas |
| Wingo                  | Bogotá, Medellin–JMC, Panama City–Balboa |
| World2Fly              | Madrid |

### Cargo
| Légitársaság           | Célállomások      |
| ---------------------- | ----------------- |
| Amerijet International | Miami, Punta Cana |
| Avianca Cargo          | Bogota, Miami     |
| LATAM Cargo            | Miami, Quito      |
| United Parcel Service  | Miami, Louisville |

## Forgalom
Az utasforgalom az elmúlt években az alábbi módon változott:
| Utasok száma | 2 506 558 | 2 571 404 | 2 670 103 | 2 620 619 | 2 864 847 | 3 130 393 | 3 536 090 | 3 810 736 | 1 836 151 | 5 287 206 |
|              | 1998      | 2001      | 2004      | 2006      | 2009      | 2012      | 2015      | 2017      | 2020      | 2023      |